# Trebula (Quadri)
Trebula è un sito archeologico sito a Quadri in provincia di Chieti, città della sottotribù sannita dei Carecini.
Il sito si trova appena fuori Quadri, seguendo la strada per Pizzoferrato, Via della Pace, e si trova in un declivio collinare sotto il campo sportivo. Oltre a un teatro romano, il sito consta di un'ex chiesa benedettina, della Madonna dello Spineto.

## Percorso di accesso
Il percorso per accedere al sito è difficile e si sta tentando un modo di costruzione di una strada adeguata,  oltre al restauro della città archeologica.
Il percorso attuale prevede il percorrere da Quadri la strada comunale in direzione di Contrada Valle Sacchette, al confine con Contrada Luigiotti. Sopra una collinetta alta si trova il sito. Verso l'Abruzzo si affaccia verso Pizzoferrato, mentre verso il Molise guarda verso Pescopennataro.

## Storia e descrizione
Il nome del centro pare derivare dal toponimo trebe-traebe indicante forse che il centro era anticamente costruito con travi di legno., mentre secondo altri significa casale.
Tuttavia un'epigrafe di età adrianea posta nel sito stesso cita l'esistenza di un vicus di Trebula. Il centro diventò municipio romano dopo la guerra sociale, insieme alle vicine Cluviae ed Juvanum, prima di tale guerra fu città dei Sanniti-Carecini. Fatto documentato da vari reperti archeologici che spaziano tra l'età augustea ed il primo periodo imperiale tra cui un piccolo anfiteatro (ne è stata portata alla luce parte dell'arena). Il tempio italico, secondo alcuni studiosi, era dedicato a Iuppiter Trebulanus, realizzato con orientamento da nord a sud. Attualmente ne rimane solamente il podio. Lo stile del tempio richiama il tempio maggiore di Schiavi d'Abruzzo ed è ispirato allo stile ellenistico divenuto di moda dopo il 217 a.C. e durante il II secolo a.C., tale stile è visibile nel lastricato della cella sacra. Sul selciato del santuario italico che, secondo alcuni era dedicato a Juppiter Trebulanus, in opus poligonalis si può notare la zona su cui vi era l'altare. Sui ruderi dell'edificio sacro vi era stata costruita la chiesa della Madonna dello Spineto in epoca medievale. Varie campagne di scavo condotte nel biennio 1990-91 e nel 1995 che hanno interessato il tempio e una limitata area adiacente hanno riportato alla luce tratti del recinto sacro inerenti al santuario in opera poligonale. Nel 2006- 2009 sono riprese le indagini archeologiche condotte dalla Soprintendenza per i Beni Archeologici dell'Abruzzo ( “Parco Archeologico di Trebula. Sistema archeologico Sangro-Aventino. Santuario italico e anfiteatro romano).

## La chiesa della Madonna dello Spineto
Edificata dai monaci benedettini tra il IX e l'XI secolo su di un tempio romano di Trebula. Era a tre navate terminanti in absidi. Sul fianco destro della facciata vi era la torre campanaria. Oggi ne restano ruderi.
Nel 1183 una bolla di papa Lucio III cita la chiesa dipendente della diocesi di Valva ed aveva giurisdizione benedettina, la pertinenza valvense fu confermata nella bolla del 5 aprile del 1188 di Clemente III. Nel 1577 la chiesa aveva titolo abbaziale. Nella visita pastorale del 1765 del vescovo di Valva viene attestato che l'abate curato don Giuseppe Sabatini teneva la chiesa di "Santa Maria vulgariter dicta dello Spineto". Attualmente è in fase di restauro.
I ruderi della chiesa della Madonna dello Spineto sono meta di una festa paesana di Quadri.
La chiesa era a pianta rettangolare, eretta direttamente sopra il tempio Romano, di cui resta visibile la base col podio. L'ingresso è a sud, preceduto d un nartece, l'interno era diviso in tre navate, di cui sopravvivono due pilastri che dividevano la navata centrale da quella laterale di sinistra, di cui sono percettibile gli innesti degli archi. La chiesa terminava con tre absidi semicircolari, sul fianco c'è la base di una fornace circolare per la fusione delle campane.